# Cratere Ohm
Ohm  è il nome di un cratere lunare da impatto intitolato al fisico tedesco Georg S. Ohm, situato nell'emisfero lunare più distante dalla terra (faccia nascosta). Questo cratere si trova a sud del cratere Comrie e il cratere satellite Comrie K è adiacente al margine nordorientale di Ohm. A nord-ovest giace il più grande cratere Shternberg ed a sud-ovest il cratere Kamerlingh Onnes.
Questo cratere è al centro di una vasta raggiera, estesa per diverse centinaia di chilometri sul terreno circostante. Nelle immediate vicinanze del cratere, per 20-30 chilometri, la raggiera è quasi invisibile, ma oltre questa distanza il terreno è ricoperto da zone di albedo maggiore, che si allungano soprattutto verso nord-ovest, est-nord-est e verso sud.
Il bordo esterno di Ohm è tagliente e ben definito, tranne che verso sud, dove è un poco più irregolare. Le pendici interne sono ripide e bordate di materiale precipitato sul pianoro interno. Il cratere è privo di un riconoscibile picco centrale.